# Biblioteca di Viipuri
La biblioteca di Viipuri (chiamata anche biblioteca Alvar Aalto, in russo Библиотека Алвара Аалто?) è la biblioteca comunale della città russa di Vyborg, costruita su progetto dell'architetto finlandese Alvar Aalto.

## Storia

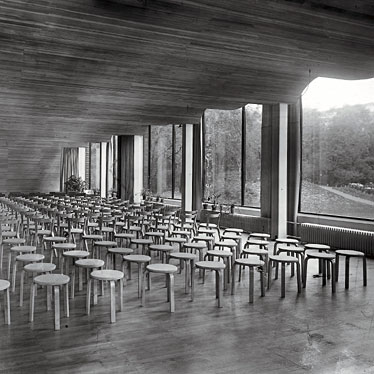
L'auditorium della biblioteca in una foto degli anni trenta

La biblioteca municipale di Viipuri era stata progettata da Aalto per il concorso del 1927 e fu costruita tra il 1930 e il 1935.
Durante la guerra russo-finnica (1939-40) la biblioteca fu gravemente danneggiata. L'edificio rimase in stato di rovina per diversi anni. La biblioteca fu oggetto di un primo mal riuscito restauro negli anni cinquanta.
Nel 1992 la Fondazione Alvar Aalto e il governo finlandese lanciarono una campagna internazionale per il restauro completo dell'edificio, a seguito della quale vennero istituiti due comitati congiunti, finlandese e russo, con lo scopo di studiarne la realizzazione tecnica e assicurare la copertura finanziaria. Nel 2006 è stata completato il restauro degli esterni.

## Descrizione

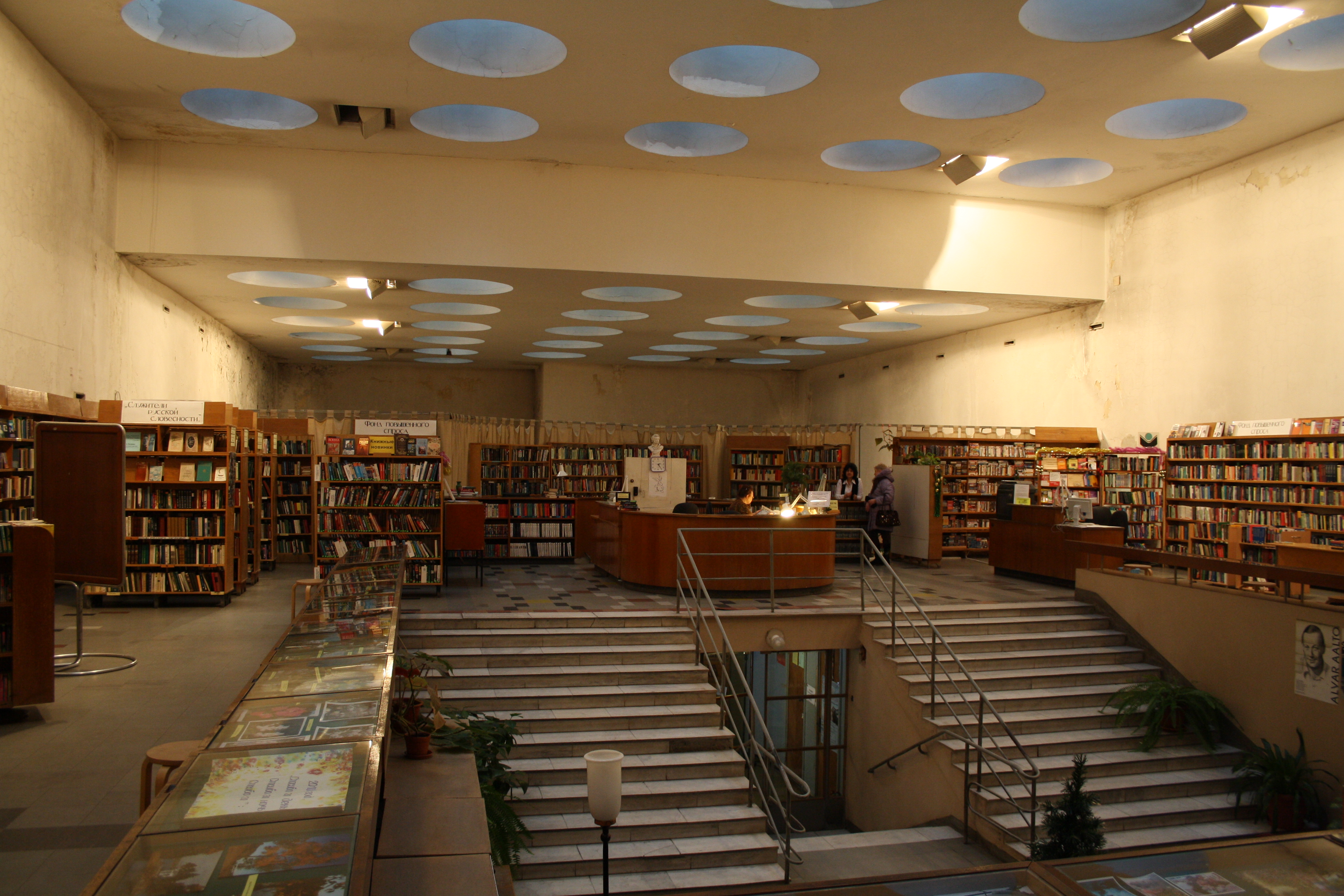
Interno della biblioteca in una foto del 2011

La biblioteca di Viipuri deriva dalla giustapposizione di due blocchi edilizi paralleli e sfalsati tra di loro: il blocco più grande contiene sale di
lettura, la biblioteca dei ragazzi, una sala riviste e giornali e il banco della distribuzione dei libri, mentre il blocco più piccolo, di forma allungata, comprende un archivio, un piccolo auditorium e gli uffici amministrativi. 
Al livello inferiore vi è la sala prestiti in quello superiore la sala di lettura.
La biblioteca comprendeva sale di lettura a forma di anfiteatro, un piccolo auditorium e gli uffici. L'edificio, realizzato in cemento armato, per risaltare tra gli alberi del parco, fu completamente intonacato di bianco, rimasero a vista solo le pietre azzurrine che facevano da cornice agli accessi.
Il piccolo auditorium aveva un soffitto ondulato, realizzato con dei listelli di legno rosso, la forma del soffitto era tale perché l'acustica fosse ottimale qualsiasi fosse la posizione dell'oratore.
Gli ambienti avevano altezze variabili; nelle sale di lettura, per impedire l'irraggiamento diretto del sole e per non usare vetri opachi, nei solai erano stati posti dei lucernari a forma di imbuto (o di cono), di notte le sale venivano illuminate con faretti retrattili. In ogni caso l'illuminazione era sempre indiretta.
Nel progetto di Viipuri, come nel Sanatorio di Paimio, è riscontrabile l'approccio organico nel trattamento dei particolari architettonici; infatti, nonostante la struttura in cemento armato, Aalto sfruttò l'occasione per "estendere i precetti del funzionalismo fino a includere la risposta ad una completa gamma di esigenze fisiche e psicologiche".
Nella scelta dei materiali disponibili in loco per la costruzione e nella studiata riproposizione delle forme del paesaggio come nel celebre soffitto ondulato dell'auditorium della biblioteca, Alvar Aalto si proponeva di realizzare, nella concezione dello spazio architettonico, una sintesi equilibrata e armoniosa sia con l'ambiente naturale che con il contesto storico, culturale, sociale espresso dal tessuto urbano di Viipuri.

## Il restauro

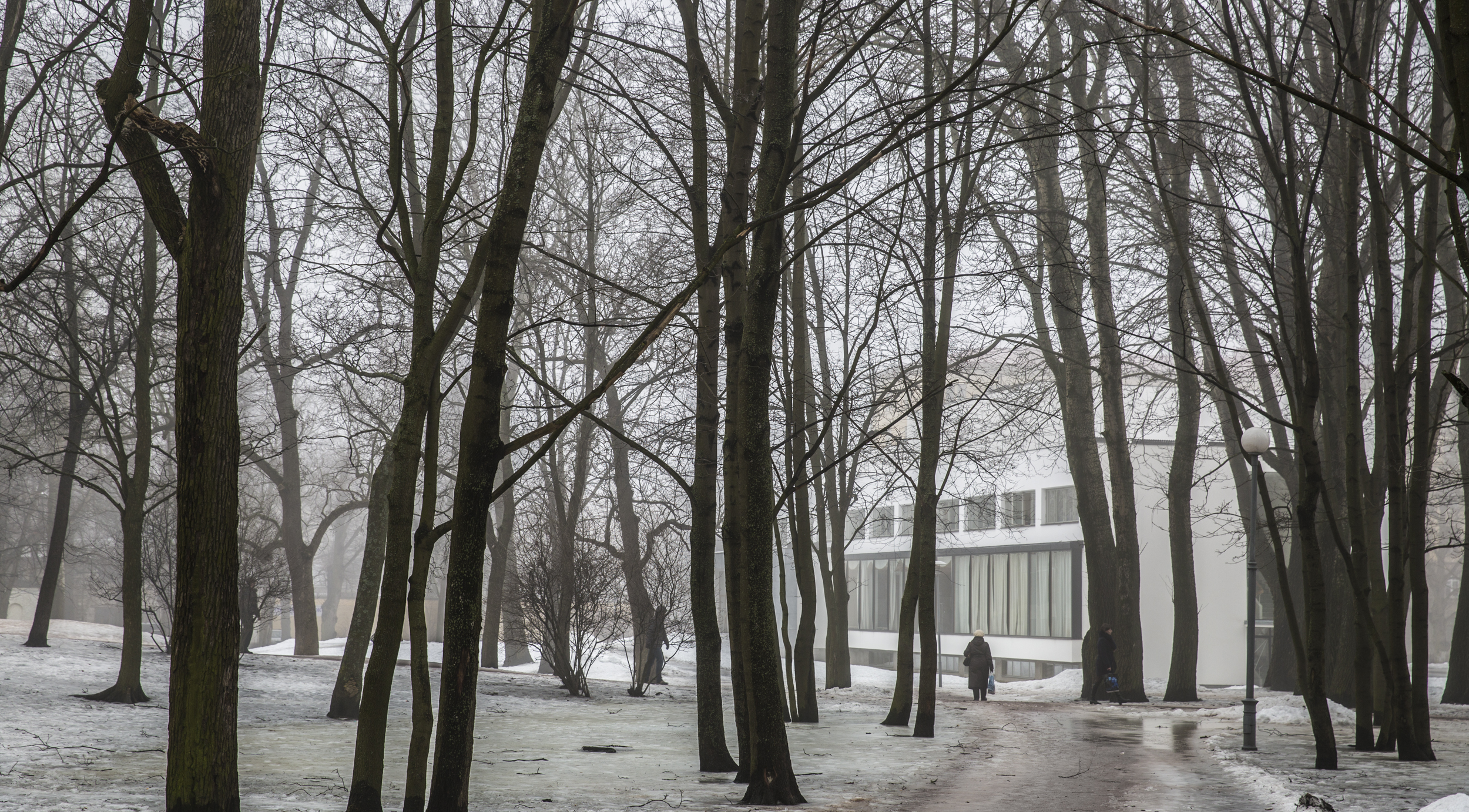
Esterno della biblioteca dopo il restauro

Negli anni '90 furono istituiti comitati russi e finlandesi per promuovere il restauro dell'edificio che, era rimasto in uso pubblico, mentre a poco a poco si progrediva con i lavori.
Il comitato finlandese per il restauro della biblioteca si era formato nel 1992, i cui membri includevano il presidente Eric Adlercreutz, gli architetti Tapani Mustonen, Maija Kairamo, e altri.
Nel settembre del 2003 si è tenuto presso la biblioteca un seminario internazionale, sotto gli auspici dell'organizzazione non a scopo di lucro Docomomo International, un seminario per discutere sul restauro della biblioteca e sul suo ruolo all'interno della comunità locale.
Nella prima fase (fino al 2009) furono restaurati alcuni elementi dell'edificio: la grande vetrata antistante lo scalone principale, i soffitti (compresi i lucernari cilindrici), i serramenti esterni in acciaio, l'ingresso alla biblioteca, la stanza dei bambini, il pavimento dell'ex bidello, la sala lettura dei giornali e l'auditorium, compresa la ricostruzione del controsoffitto ondulato. A causa della scarsità dei finanziamenti, il restauro procedeva a rilento.
Nel 2009, per comunicare i risultati del restauro, fu pubblicato un libro che illustrava sia la storia dell'edificio che l'intervento di restauro.
Nel 2010, dopo l'incontro fra il presidente finlandese Tarja Halonen e il primo ministro russo Vladimir Putin, il progetto di restauro ebbe un notevole impulso. Infatti Mosca stanziò un finanziamento di 6,5 milioni di euro per il restauro che, fu completato alla fine del 2013, per un costo complessivo di circa nove milioni di euro. 
Nel 2014, il comitato per il restauro e la biblioteca ricevettero il World Monuments Fund / Knoll Modernism Prize per il restauro.
Nel 2015 l'architetto Tapani Mustonen ottenne un Premio Europa Nostra per il restauro della biblioteca.